# Rare Bird
Rare Bird was een rockband uit het Verenigd Koninkrijk, die bestond vanaf 1969 tot en met 1975 toen hun laatste single verscheen. Hun belangrijkste wapenfeit is het lied Sympathy, dat door talloze musici is gecoverd en op zichzelf al meer dan 1.000.000 keer over de toonbank ging. Opvallend aan de band was het feit dat het in basis geen gitarist had.
Rare Bird ontstaat als twee bands opgaan in één. Graham Field en Dave Kaffinetti uit "The Lunch" en Mark Ashton uit "Turnstyle" worden door middel van advertenties in muziekbladen bijeen gebracht. Steve Gould sluit zich bij die heren aan. Turnstyle bracht ooit de single Rolling a wave uit en speelde in diezelfde periode in het voorprogramma van The Nice. De manager van The Nice was Tony Stratton-Smith, de latere oprichter van het platenlabel Charisma Records. Beginnend bandje Rare Bird oefende bij Field thuis, maar werd wel door Stratton-Smith in de gaten gehouden. Uiteindelijk was Rare Bird een van de eerste bands die onder contract kwamen te staan bij Charisma (zoals ook Genesis, Lindisfarne, Van der Graaf Generator en The Nice). Rare Bird begon op te treden in de buurt van Birmingham (Engeland), maar mocht ook een aantal optredens verzorgen in de befaamde Marquee Club. In oktober 1969 begon Rare Bird met de opnamen van hun eerste album. Op dat album verscheen ook Sympathy.
De basis van de band bestaat dan uit:
- Steve Gould - zang, basgitaar en rhythm gitaar
- Dave Kaffinetti en Graham Field – toetsinstrumenten
- Mark Ashton – drums

Sympathy, dat in Nederland alleen een hit werd voor Steve Rowland & The Family Dogg (1970) en Marillion (1992), verkocht in Engeland, Frankrijk en Italië goed, zou meer dan 1.000.000 (sommige bronnen vermelden 2 miljoen) exemplaren verkopen. Na twee albums vertrokken Field en Ashton. Field richtte zijn eigen band Fields op en Ashton ging spelen in Headstone en later Ashton (1978/1979 en 1988). Zij werden vervangen door Ced Curtis en Paul Karas. Op het derde album speelt Nic Potter (Van der Graaf Generator) mee op percussie. Fred Kelly is dan ook al lid. De muziek schoof, getuige het derde album, langzamerhand op in de richting van progressieve rock. Op het vierde album leek Nic Potter zelfs vast lid te zijn. Bij album nummer 5 is de samenstelling alweer veranderd.
De band bleef eigenlijk overal in de schaduw van de grote symfonische rockbands en in 1975 gingen de leden uit elkaar. Gould werd in 1978 aangetroffen in Runner, Kaffinetti in This Spinal Tap, Potter ging weer spelen bij Van der Graaf Generator.

## Discografie

### Albums
- 1969: Rare Bird
- 1970: As Your Mind Flies By
- 1972: Epic Forest
- 1973: Somebody's Watching
- 1974: Born Again